# Brusthöhle

Übersicht über die einzelnen Körperhöhlen

Als Brusthöhle (Cavitas thoracis, Cavitas thoracica, veraltet Cavum thoracis) wird der von den Rippen umfasste Innenraum des Brustkorbs bei Säugetieren bezeichnet. Sie ist von der Bauchhöhle durch das Zwerchfell abgetrennt. Den Hauptteil der Wand (auch Rippenwand) bildet der Thorax und die ihm innen anliegende Fascia endothoracica.
Die Brusthöhle gliedert sich in den unpaaren Mittelfellraum (Mediastinum) und die paarigen Pleurahöhlen. Im Mediastinum liegen die meisten inneren Brustorgane: Herz im Herzbeutel, Thymus, große Blutgefäße (Brustteil der Aorta, Hohlvenen, Truncus pulmonalis, Vena azygos), Luft- und Speiseröhre, verschiedene Nerven (Nervus phrenicus, Nervus vagus, Nervus laryngeus recurrens, Grenzstrang), Lymphknoten, Ductus lymphaticus dexter und Ductus thoracicus. Lediglich die Lungen wachsen während der Embryonalentwicklung seitlich aus dem Mediastinum aus und füllen die Brusthöhle bis auf einen kleinen Spaltraum, der Pleurahöhle, aus.